# Округ Фанин (Џорџија)
Округ Фанин (енгл. Fannin County) је округ у америчкој савезној држави Џорџија.

## Демографија
По попису из 2010. године број становника је 23.682, што је 3.884 (19,6%) становника више него 2000. године.
| Група             | 2000.          | 2010.          |
| Белци             | 19.312 (97,5%) | 22.761 (96,1%) |
| Афроамериканци    | 24 (0,1%)      | 83 (0,4%)      |
| Азијати           | 47 (0,2%)      | 77 (0,3%)      |
| Хиспаноамериканци | 130 (0,7%)     | 431 (1,8%)     |
| Укупно            | 19.798         | 23.682         |